# 鯉明水青年駅
鯉明水青年駅（リミョンスチョンニョンえき）は朝鮮民主主義人民共和国両江道三池淵市に位置する朝鮮民主主義人民共和国鉄道省三池淵線の駅である。